# 阿斯卡尼俄斯

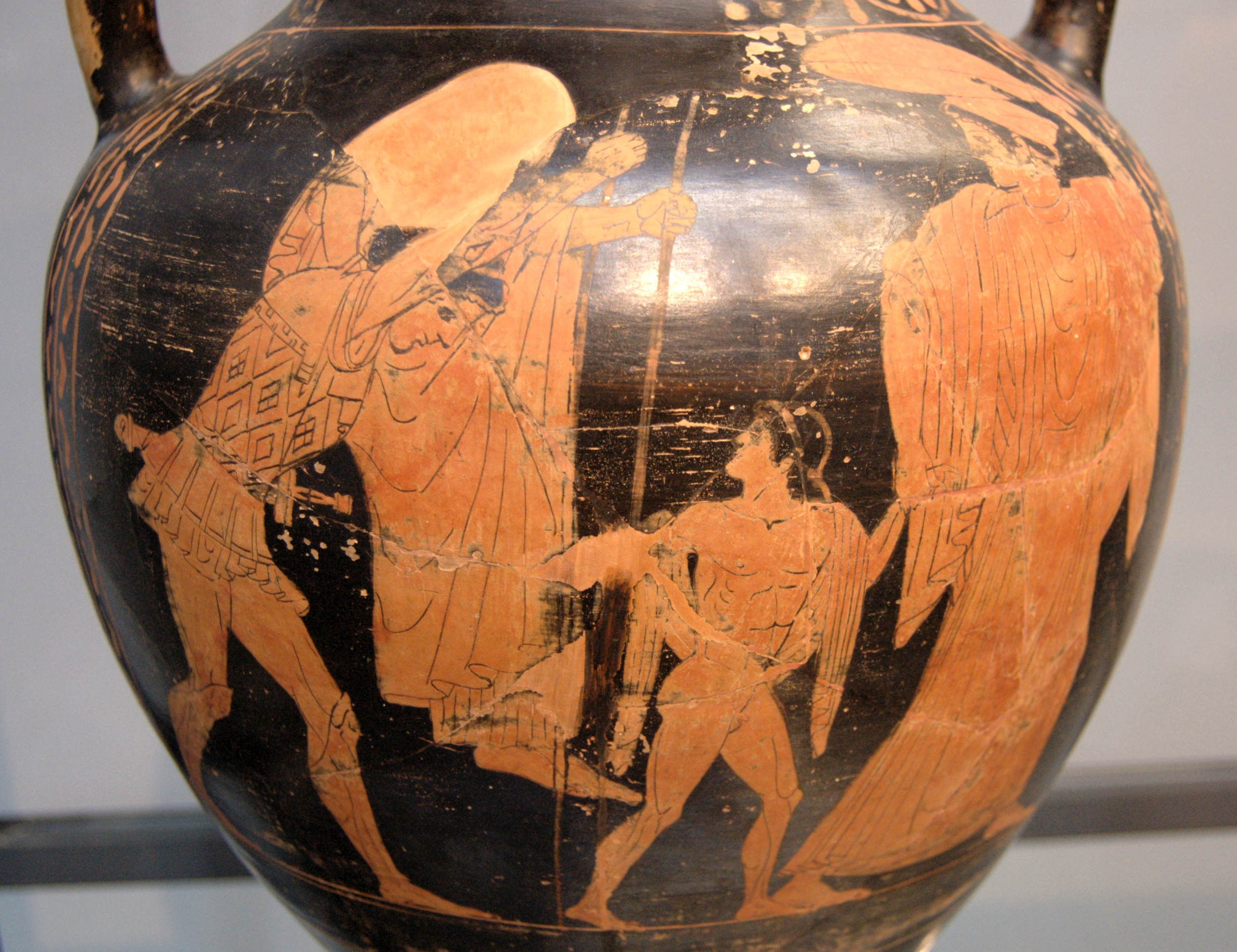
Aeneas carrying Anchises, with Ascanius and his wife, red-figure amphora from a Greek workshop in Etruria, ca. 470 BC, Staatliche Antikensammlungen

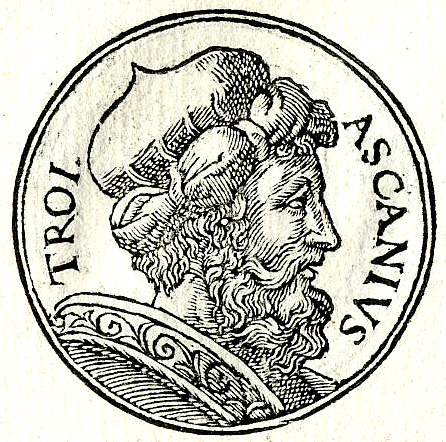
Ascanius from Guillaume Rouillé's Promptuarii Iconum Insigniorum

阿斯卡尼俄斯是阿尔巴朗格的传说中的英雄，特洛伊英雄埃涅阿斯的儿子，也是罗马神话里的英雄。